# Favonigobius lateralis
Favonigobius lateralis es una especie de peces de la familia de los Gobiidae en el orden de los Perciformes.

## Morfología
Los machos pueden llegar a alcanzar los 9 cm de longitud total.

## Depredadores
En Australia es depredado por Platycephalus Speculatores ,Phalacrocorax melanoleucos ,Phalacrocorax sulcirostris y Phalacrocorax varices . 

## Hábitat
Es un pez de clima templado y demersal.

## Distribución geográfica
Se encuentra en el Pacífico occidental: este de Australia (incluyendo Tasmania) y Nueva Zelanda. 

## Observaciones
Es inofensivo para los humanos. 